# Păltiniș (okręg Vaslui)
Păltiniș – wieś w Rumunii, w okręgu Vaslui, w gminie Băcești. W 2011 roku liczyła 418 mieszkańców.